# Bakmil (metropolitana di Baku)
Bakmil è una fermata della Metropolitana di Baku. La parola "Bakmil" è il nome di una joint venture tra Baku e Milano.
È stata inaugurata il 28 marzo 1979.